# 墨西哥駕駛執照

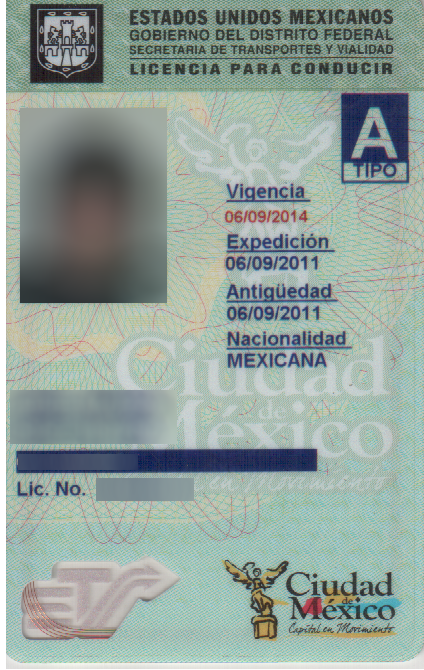
墨西哥城 A型驾驶证（车辆和摩托车）的正面。

在墨西哥，每个州都有责任在各自的管辖范围内规范驾驶行为，因此每个州都颁发自己的驾驶执照。在大多数州，驾驶员需要证明在该州的居住地才能获得该州的驾驶执照，尽管有些人提供访客照。所有的州都承认彼此颁发的驾驶执照。
墨西哥公民和合法居民只有年满18岁才能获得适当的驾照，其典型有效期为3年。15岁或以上的未成年人可以获得有效期为1至6个月（取决于所获得许可证的管辖区和类型）至1年的驾照。

## 驾照类型
一般来说，墨西哥各州对驾照类型和允许驾驶员驾驶的车辆采用基于字母的标准化分类。驾照的类别因州而异。以下类别适用于墨西哥城的驾照。

### 未成年人驾照
适用于15至18岁的居民，可能会有驾驶限制，例如限速、宵禁或特殊牌照。它的有效期为1个月、6个月、1年或直到未成年人18岁，具体取决于颁发许可证的州或获得的许可证类型。持有人可以驾驶任何“个人使用”的车辆，例如摩托车（任何类型）或重量不超过3.5吨的汽车。

### A型
适用于18岁及以上的居民，有效期通常为3年，具体取决于司法管辖区。持有人可以驾驶任何“个人使用”的车辆，例如摩托车（任何类型）或重量不超过3.5吨的汽车。

### B型
适用于希望驾驶出租车的18岁及以上居民，有效期为2年或3年。持有人可以按照国家规定驾驶出租车。

## 现代化
目前，大多数州政府正在实施带有嵌入式芯片的现代化驾照。这是为了避免贪腐（由于警察必须扫描执照并将驾驶罪行输入特殊机器以证明是以正当理由拘留某人），以及便于追踪被盗车辆，并更易于发现偽造证件。目前，墨西哥城、 新萊昂州和墨西哥州已在其驾照中使用了芯片。

## 考试
由每个州决定获得上述任何驾照的要求。例如，墨西哥城认为驾驶执照是一种监管司机而不是证明他们的方法，因此无需任何形式的考试即可颁发驾照（司机必须签署一份声明他们可以驾驶的文件）。另一方面，萨卡特卡斯州要对每位新司机进行笔试。